# دین‌دین
لیم چول (کره‌ای: 임철؛ زادهٔ ۲۰ نوامبر ۱۹۹۱) که بیشتر با نام هنری دین‌دین (انگلیسی: DinDin) شناخته می‌شود، رپر، تهیه‌کننده، مجری تلویزیونی و مجری رادیویی اهل کره جنوبی است.

## ترانه‌شناسی

### آلبوم‌های استودیویی
| عنوان                 | جزئیات                                                               | بهترین موقعیت جدول | فروش |
| عنوان                 | جزئیات                                                               | کره جنوبی          | فروش |
| --------------------- | -------------------------------------------------------------------- | ------------------ | ---- |
| خداحافظ بیست سالگی من | - انتشار: ۲۰ نوامبر ۲۰۱۹ - ناشر: Sobius - فرمت: سی‌دی، دانلود دیجیتال | ۵۶                 | —    |

## فیلم‌شناسی

### برنامه اینترنتی
| سال  | عنوان                        | نقش               | توضیحات | منابع |
| ---- | ---------------------------- | ----------------- | ------- | ----- |
| ۲۰۱۶ | لاو بتل                      | عضو گروه بازیگران |         |       |
| ۲۰۲۱ | نگوکینگ ۳                    | مجری              |         | [ ۲ ] |
| ۲۰۲۲ | دین‌دین اند یو هی کوان! ممبرز | مجری              |         | [ ۳ ] |
| ۲۰۲۲ | برنامه زندگی خوب فصل ۲       | مجری              |         | [ ۴ ] |
| ن/م  | زامبی ورس                    | عضو گروه بازیگران |         | [ ۵ ] |